# Championnat de Belgique de football de troisième division 1937-1938
Navigation
saison précédente saison suivante
Cette page présente la douzième édition du championnat de Promotion (D3) belge.
À l'issue de ce championnat, deux formations reléguées de Division 1 (D2) à la fin de la saison précédente, le Racing CB et l'AS Ostende, remontent directement. Wezel Sport, nouveau venu des séries inférieures, les accompagne, ainsi que l'Excelsior Hasselt, qui avait quitté le 2e niveau national cinq ans auparavant.
Dans le bas des classements, quatre néo-promus sont immédiatement relégués. Les Provinces de Flandre-Orientale et de Liège paient un lourd tribut à la relégation puisqu'elles ont, respectivement, trois et quatre descendants.

## Participants 1937-1938
Cinquante-six clubs prennent part à cette édition, soit le même nombre que lors de la saison précédente. Les équipes sont réparties en quatre séries de 14 formations.

### Localisations Série A
| \| Anvers · RC Borgerhout · SK Hoboken · Hemiskem AC · Nielsche AC · St-Rochus FC Deurne Anvers Bouchout Turnouhtsche SK Wezel Herentalsche SK Netha FC Willebroek Nijlen SC Louvain Hooger Op FC \| Localisation des clubs engagés en Promotion A 1937-1938 |
| Anvers · RC Borgerhout · SK Hoboken · Hemiskem AC · Nielsche AC · St-Rochus FC Deurne Anvers Bouchout Turnouhtsche SK Wezel Herentalsche SK Netha FC Willebroek Nijlen SC Louvain Hooger Op FC                                                               |

### Participants Série A
| #  | Nom                                  | Mat. | Ville      | Stades        | En D3 depuis    | Total en D3 | Province |
| -- | ------------------------------------ | ---- | ---------- | ------------- | --------------- | ----------- | -------- |
| 1  | Sportkring Hoboken                   | 285  | Hoboken    | ??            | 1937-1938 (1re) | 6 saisons   | Anvers   |
| 2  | Racing Club Borgerhout               | 84   | Borgerhout | ??            | 1935-1936 (3e)  | 7 saisons   | Anvers   |
| 3  | Willebroekse Sportvereniging         | 85   | Willebroek | Henry Pickery | 1936-1937 (2e)  | 2 saisons   | Anvers   |
| 4  | Herentalsche Sportkring              | 97   | Herentals  | ??            | 1931-1932 (7e)  | 7 saisons   | Anvers   |
| 5  | Bouchoutse Voetebalvereniging        | 121  | Bouchout   | ??            | 1936-1937 (2e)  | 2 saisons   | Anvers   |
| 6  | Turnhoutsche Sportkring Hand-in-Hand | 210  | Turnhout   | ??            | 1935-1936 (3e)  | 6 saisons   | Anvers   |
| 7  | Sporting Club Louvain                | 223  | Louvain    | ??            | 1934-1935 (4e)  | 5 saisons   | Brabant  |
| 8  | Hemiksem Athletic Club               | 360  | Hemiksem   | ??            | 1930-1931 (8e)  | 8 saisons   | Anvers   |
| 9  | Netha Football Club Herentals        | 408  | Herentals  | ??            | 1935-1936 (3e)  | 3 saisons   | Anvers   |
| 10 | Nielsche Sportkring                  | 415  | Niel       | ??            | 1933-1934 (5e)  | 6 saisons   | Anvers   |
| 11 | Sint-Rochus Football Club Deurne     | 665  | Deurne     | ??            | 1932-1933 (6e)  | 6 saisons   | Anvers   |
| 12 | Hooger Op Football Club Louvain      | 347  | Louvain    | ??            | 1937-1938 (1re) | 2 saisons   | Brabant  |
| 13 | Wesel Sport                          | 844  | Wesel      | ??            | 1937-1938 (1re) | 1 saison    | Anvers   |
| 14 | Football Club Nijlen                 | 1065 | Nijlen     | ??            | 1937-1938 (1re) | 1 saison    | Anvers   |

### Série B
| #  | Nom                                   | Mat. | Ville         | Stades      | En D3 depuis    | Total en D3 | Province   |
| -- | ------------------------------------- | ---- | ------------- | ----------- | --------------- | ----------- | ---------- |
| 1  | Stade Waremmien Football Club         | 190  | Waremme       | ??          | 1937-1938 (1re) | 6 saisons   | Liège      |
| 2  | Royal Club Sportif Verviétois         | 8    | Verviers      | Panorama    | 1936-1937 (2e)  | 3 saisons   | Liège      |
| 3  | Royal Football Club Bressoux          | 23   | Bressoux      | ??          | 1932-1933 (6e)  | 11 saisons  | Liège      |
| 4  | Royal Fléron Football Club            | 33   | Fléron        | ??          | 1935-1936 (3e)  | 9 saisons   | Liège      |
| 5  | Royal Excelsior Football Club Hasselt | 37   | Hasselt       | ??          | 1933-1934 (5e)  | 9 saisons   | Limbourg   |
| 6  | Patria Football Club Tongres          | 71   | Tongres       | ??          | 1936-1937 (2e)  | 6 saisons   | Limbourg   |
| 7  | Cercle Sportif Tongrois               | 73   | Tongres       | ??          | 1935-1936 (3e)  | 8 saisons   | Limbourg   |
| 8  | Royal Football Club Malmundaria 1904  | 188  | Malmedy       | ??          | 1933-1934 (5e)  | 8 saisons   | Liège      |
| 9  | Beeringen Football Club               | 522  | Beringen      | Mijnstadion | 1936-1937 (2e)  | 2 saisons   | Limbourg   |
| 10 | Saint-Nicolas Football Club           | 667  | Saint-Nicolas | ??          | 1935-1936 (3e)  | 3 saisons   | Liège      |
| 11 | Genk Voetbalvereniging                | 735  | Genk          | ??          | 1934-1935 (4e)  | 4 saisons   | Limbourg   |
| 12 | Juprelle Union Football Club          | 267  | Juprelle      | ??          | 1937-1938 (1re) | 1 saison    | Liège      |
| 13 | Sint-Truidense Voetbalvereniging      | 373  | Saint-Trond   | ??          | 1937-1938 (1re) | 7 saisons   | Limbourg   |
| 14 | Club Sportif Vielsalm                 | 1214 | Vielsalm      | ??          | 1937-1938 (1re) | 1 saison    | Luxembourg |

### Localisations Série B
| \| Liège · R. FC Bressoux · St-Nicolas FC · Juprelle Union FC · + · R. Fléron FC Beringen Genk VV R. Exc. FC Hasselt CS Tongrois Patria FC St-Truidense Liège Waremme Verviers Malmundaria CS Vielsalm \| Localisation des clubs engagés en Promotion B 1937-1938 |
| Liège · R. FC Bressoux · St-Nicolas FC · Juprelle Union FC · + · R. Fléron FC Beringen Genk VV R. Exc. FC Hasselt CS Tongrois Patria FC St-Truidense Liège Waremme Verviers Malmundaria CS Vielsalm                                                               |

### Série C
| #  | Nom                                   | Mat. | Ville              | Stades                   | En D3 depuis    | Total en D3 | Province   |
| -- | ------------------------------------- | ---- | ------------------ | ------------------------ | --------------- | ----------- | ---------- |
| 1  | Royal Racing Club de Bruxelles        | 6    | Uccle              | stade du vivier d'Oie    | 1937-1938 (1re) | 1 saison    | Brabant    |
| 2  | Royal Football Club Liègeois          | 4    | Liège              | stade Vélodrome          | 1935-1936 (3e)  | 3 saisons   | Liège      |
| 3  | Association Sportive Herstalienne     | 82   | Herstal            | ??                       | 1935-1936 (2e)  | 9 saisons   | Liège      |
| 4  | Union Sportive de Gilly               | 139  | Gilly              | rue de Montigny          | 1930-1931 (8e)  | 8 saisons   | Hainaut    |
| 5  | Jeunesse Arlonaise                    | 143  | Arlon              | ??                       | 1934-1935 (4e)  | 10 saisons  | Luxembourg |
| 6  | Société Royale Namur Sports           | 156  | Namur              | stade des Champs-Elysées | 1931-1932 (7e)  | 8 saisons   | Namur      |
| 7  | Club Amay Sportif                     | 179  | Amay               | ??                       | 1931-1932 (7e)  | 7 saisons   | Liège      |
| 8  | Milmort Football Club                 | 208  | Milmort            | ??                       | 1936-1937 (2e)  | 5 saisons   | Liège      |
| 9  | Union Sportive Auvelais               | 238  | Auvelais           | ??                       | 1936-1937 (2e)  | 5 saisons   | Namur      |
| 10 | Club des Sports de Marchienne-Monceau | 278  | Marchienne-au-Pont | ??                       | 1931-1932 (7e)  | 7 saisons   | Hainaut    |
| 11 | Sporting Club Union & Progrès Jette   | 474  | Jette              | ??                       | 1935-1936 (3e)  | 6 saisons   | Brabant    |
| 12 | Royale Union Sportive Halloise        | 87   | Hal                | ??                       | 1937-1938 (1re) | 1 saison    | Brabant    |
| 13 | Racing Club Vottem                    | 279  | Vottem             | ??                       | 1937-1938 (1re) | 7 saisons   | Liège      |
| 14 | Cercle Sportif Andennais              | 307  | Andenne            | stade J. Pappa           | 1937-1938 (1re) | 6 saisons   | Namur      |

### Localisations Série C
| \| Liège · R. FC Liégeois · + · AS Herstalienne · RC Vottem · Milmort FC R. Racing CB SCUP U. Halloise Liège Cl. Amay Sp. US Gilly CdS March-Monceau US Auvelais Namur Sp. CS Andennais J. Arlonaise \| Localisation des clubs engagés en Promotion C 1937-1938 |
| Liège · R. FC Liégeois · + · AS Herstalienne · RC Vottem · Milmort FC R. Racing CB SCUP U. Halloise Liège Cl. Amay Sp. US Gilly CdS March-Monceau US Auvelais Namur Sp. CS Andennais J. Arlonaise                                                               |

### Série D
| #  | Nom                                                            | Mat. | Ville           | Stades           | En D3 depuis    | Total en D3 | Province        |
| -- | -------------------------------------------------------------- | ---- | --------------- | ---------------- | --------------- | ----------- | --------------- |
| 1  | Athletische Sportvereeniging Oostende Koninklijke Maatschappij | 53   | Ostende         | Albertpark       | 1937-1938 (1re) | 5 saisons   | Fl. occidentale |
| 2  | Royal Courtrai Sports                                          | 19   | Courtrai        | ??               | 1931-1932 (7e)  | 10 saisons  | Fl. occidentale |
| 3  | Royale Union Sportive Tournaisienne                            | 26   | Tournai         | stade G. Horlait | 1936-1937 (2e)  | 10 saisons  | Hainaut         |
| 4  | Royal Racing Club Tournaisien                                  | 36   | Tournai         | Drève de Maire   | 1926-1927 (12e) | 12 saisons  | Hainaut         |
| 5  | Royal Albert Elisabeth Club Mons                               | 44   | Mons            | rue du Tir       | 1926-1927 (12e) | 12 saisons  | Hainaut         |
| 6  | Royal Sporting Club Méninois                                   | 56   | Menin           | ??               | 1935-1936 (3e)  | 6 saisons   | Fl. occidentale |
| 7  | Racing Club Wetteren                                           | 95   | Wetteren        | ??               | 1929-1930 (9e)  | 10 saisons  | Fl. orientale   |
| 8  | Daring Club Blankenberghe                                      | 146  | Blankenberge    | ??               | 1934-1935 (4e)  | 5 saisons   | Fl. occidentale |
| 9  | Sint-Niklaassche Sportkring                                    | 221  | St-Nicolas/Waas | ??               | 1932-1933 (6e)  | 11 saisons  | Fl. orientale   |
| 10 | Excelsior Athletic Club Sint-Niklaas                           | 239  | St-Nicolas/Waas | ??               | 1936-1937 (2e)  | 2 saisons   | Fl. orientale   |
| 11 | Temsche Sportkring                                             | 501  | Tamise          | ??               | 1935-1936 (3e)  | 6 saisons   | Fl. orientale   |
| 12 | Royale Association Athlétique Louviéroise                      | 93   | La Louvière     | stade du Tivoli  | 1937-1938 (1re) | 1 saison    | Hainaut         |
| 13 | Royal Knokke Football Club                                     | 101  | Knokke          | ??               | 1937-1938 (1re) | 7 saisons   | Fl. occidentale |
| 14 | Sportkring Grammont                                            | 290  | Grammont        | ??               | 1937-1938 (1re) | 1 saison    | Fl. orientale   |

### Localisations Série D
| \| Knokke FC Daring Cl. Blankenberghe AS Oostende R. Courtrai Sp. R SC Méninois US Tournai RC Tournai Mons La Louvière RC Wetteren SK Grammont St-Niklaassche SK Excelsior AC Temsche SK \| Localisation des clubs engagés en Promotion D 1937-1938 |
| Knokke FC Daring Cl. Blankenberghe AS Oostende R. Courtrai Sp. R SC Méninois US Tournai RC Tournai Mons La Louvière RC Wetteren SK Grammont St-Niklaassche SK Excelsior AC Temsche SK                                                               |

## Classements
- Le nom des clubs est celui employé à l'époque

Légende
- Champion & Promu en Division 1 (D2)
- clubs relégué vers les séries inférieures

Abréviations
 relégué depuis la Division 1 (D2)
 : Promu depuis les séries inférieures
- Départages: Si nécessaire, les départages des égalités de points se font d'abord en donnant priorité « au plus petit nombre de défaites ».

### Promotion A
| Rang | Équipe             | Pts | J  | G  | N | P  | Bp | Bc | Diff |
| ---- | ------------------ | --- | -- | -- | - | -- | -- | -- | ---- |
| 1    | WESEL SPORT        | 41  | 26 | 19 | 3 | 4  | 91 | 30 | +61  |
| 2    | Herentalsche SK    | 39  | 26 | 16 | 7 | 3  | 78 | 34 | +44  |
| 3    | Willebroekse SV    | 35  | 26 | 16 | 3 | 7  | 70 | 45 | +25  |
| 4    | SK Hoboken         | 34  | 26 | 16 | 2 | 8  | 70 | 54 | +16  |
| 5    | SC Louvain         | 33  | 26 | 15 | 3 | 8  | 75 | 48 | +27  |
| 6    | Bouchoutsche VV    | 30  | 26 | 12 | 6 | 8  | 56 | 52 | +4   |
| 7    | FC Netha Herentals | 29  | 26 | 12 | 5 | 9  | 51 | 55 | -4   |
| 8    | FC Nijlen          | 26  | 26 | 9  | 8 | 9  | 53 | 54 | -1   |
| 9    | Nielsche SK        | 25  | 26 | 9  | 7 | 10 | 53 | 46 | +7   |
| 10   | Turnhoutse SK HIH  | 20  | 26 | 8  | 4 | 14 | 46 | 65 | -19  |
| 11   | AC Hemiksem        | 19  | 26 | 9  | 1 | 16 | 52 | 58 | -6   |
| 12   | Hooger Op Leuven   | 15  | 26 | 4  | 7 | 15 | 38 | 81 | -43  |
| 13   | K. RC Borgerhout   | 11  | 26 | 3  | 5 | 18 | 36 | 90 | -54  |
| 14   | RC Deurne          | 7   | 26 | 1  | 5 | 20 | 29 | 88 | -59  |

### Promotion B
| Rang | Équipe                  | Pts | J  | G  | N | P  | Bp  | Bc  | Diff |
| ---- | ----------------------- | --- | -- | -- | - | -- | --- | --- | ---- |
| 1    | R. EXCELSIOR FC HASSELT | 39  | 26 | 18 | 3 | 5  | 98  | 37  | +61  |
| 2    | R. FC Malmundaria 1904  | 36  | 26 | 16 | 4 | 6  | 105 | 44  | +61  |
| 3    | R. CS Verviétois        | 33  | 26 | 14 | 5 | 7  | 73  | 49  | +24  |
| 4    | R. FC Bressoux          | 31  | 26 | 13 | 5 | 8  | 91  | 69  | +22  |
| 5    | Stade Waremmien FC      | 29  | 26 | 11 | 7 | 8  | 66  | 48  | +18  |
| 6    | Beeringen FC            | 28  | 26 | 12 | 4 | 10 | 62  | 53  | +9   |
| 7    | Genk VV                 | 28  | 26 | 12 | 4 | 10 | 57  | 59  | -2   |
| 8    | St-Truidensche VV       | 27  | 26 | 11 | 5 | 10 | 78  | 66  | +12  |
| 9    | R. CS Tongrois          | 26  | 26 | 9  | 8 | 9  | 76  | 69  | +7   |
| 10   | R. Fléron FC            | 24  | 26 | 10 | 4 | 12 | 69  | 69  | 0    |
| 11   | Patria FC Tongres       | 23  | 26 | 8  | 7 | 11 | 62  | 80  | -18  |
| 12   | Juprelle Union          | 20  | 26 | 7  | 6 | 13 | 53  | 71  | -18  |
| 13   | St-Nicolas Liège        | 17  | 26 | 7  | 3 | 16 | 53  | 88  | -35  |
| 14   | CS Vielsalm             | 3   | 26 | 1  | 1 | 24 | 32  | 173 | -141 |

### Promotion C
| Rang | Équipe             | Pts | J  | G  | N | P  | Bp | Bc  | Diff |
| ---- | ------------------ | --- | -- | -- | - | -- | -- | --- | ---- |
| 1    | R. RACING CB       | 41  | 26 | 19 | 3 | 4  | 95 | 27  | +68  |
| 2    | CS Marchienne      | 33  | 26 | 15 | 3 | 8  | 81 | 52  | +29  |
| 3    | R. Union Halloise  | 32  | 26 | 14 | 4 | 8  | 61 | 40  | +21  |
| 4    | SCUP Jette         | 29  | 26 | 12 | 5 | 9  | 64 | 56  | +8   |
| 5    | Milmort FC         | 29  | 26 | 12 | 5 | 9  | 66 | 68  | -2   |
| 6    | R. FC Liégeois     | 29  | 26 | 13 | 3 | 10 | 63 | 53  | +10  |
| 7    | Jeunesse Arlonaise | 27  | 26 | 13 | 1 | 12 | 59 | 62  | -3   |
| 8    | SR Namur Sports    | 25  | 26 | 10 | 5 | 11 | 54 | 73  | -19  |
| 9    | RC Vottem          | 25  | 26 | 10 | 5 | 11 | 54 | 73  | -19  |
| 10   | CS Andennais       | 24  | 26 | 11 | 2 | 13 | 27 | 81  | -54  |
| 11   | US Auvelais        | 22  | 26 | 10 | 2 | 14 | 56 | 70  | -14  |
| 12   | AS Herstalienne    | 21  | 26 | 8  | 5 | 13 | 49 | 52  | -3   |
| 13   | US Gilly           | 20  | 26 | 9  | 2 | 15 | 55 | 57  | -2   |
| 14   | Club Amay Sportif  | 7   | 26 | 3  | 1 | 22 | 36 | 102 | -66  |

### Promotion D
| Rang | Équipe                  | Pts | J  | G  | N | P  | Bp | Bc | Diff |
| ---- | ----------------------- | --- | -- | -- | - | -- | -- | -- | ---- |
| 1    | AS OOSTENDE KM          | 39  | 26 | 19 | 1 | 6  | 64 | 34 | +30  |
| 2    | R. AEC Mons             | 36  | 26 | 15 | 6 | 5  | 79 | 36 | +43  |
| 3    | R. US Tournaisienne     | 35  | 26 | 15 | 5 | 6  | 76 | 44 | +32  |
| 4    | R. SC Meninois          | 34  | 26 | 14 | 6 | 6  | 72 | 50 | +22  |
| 5    | St-Niklaasche SK        | 33  | 26 | 14 | 5 | 7  | 65 | 45 | +20  |
| 6    | R. AA Louviéroise       | 27  | 26 | 11 | 5 | 10 | 56 | 60 | -4   |
| 7    | R. RC Tournaisien       | 26  | 26 | 9  | 8 | 9  | 49 | 47 | +2   |
| 8    | R. Knokke FC            | 24  | 26 | 9  | 6 | 11 | 52 | 65 | -13  |
| 9    | R. Courtrai Sport       | 22  | 26 | 8  | 6 | 12 | 58 | 63 | -5   |
| 10   | Daring Blankenberge     | 22  | 26 | 8  | 6 | 12 | 48 | 60 | -12  |
| 11   | Excelsior AC St-Niklaas | 22  | 26 | 9  | 4 | 13 | 59 | 69 | -10  |
| 12   | RC Wetteren             | 17  | 26 | 6  | 5 | 15 | 31 | 50 | -19  |
| 13   | SK Geraardsbergen       | 14  | 26 | 7  | 0 | 19 | 36 | 73 | -37  |
| 14   | Temsche SK              | 13  | 26 | 4  | 5 | 17 | 45 | 93 | -48  |

## Résumé de la saison
- Champion A: Wezel Sport (1er titre en D3)
- Champion B: K. Excelsrio FC Hasselt (2e titre en D3)
- Champion C: R. Racing CB (1er titre en D3)
- Champion D: AS Oostende KM (2e titre en D3)

- Neuvième titre de "D3" pour la Province d’Anvers.
- Septième titre de "D3" pour la Province de Brabant.
- Cinquième titre de "D3" pour la Province de Limbourg.
- Sixième titre de "D3" pour la Province de Flandre occidentale.

| Région flamande (28) | Région flamande (28) | Province de Brabant (5)           | Province de Brabant (5) | Région wallonne (23)   | Région wallonne (23) |
| --- | -------------------- | --------------------------------- | ----------------------- | ---------------------- | -------------------- |
| Province d'Anvers | 12                   | Province de Brabant               | 5                       | Province de Hainaut    | 6                    |
| Province de Flandre-Occidentale | 5                    | dont Région de Bruxelles-Capitale | 2                       | Province de Liège      | 12                   |
| Province de Flandre-Orientale | 5                    | dont Province du Brabant flamand  | 3                       | Province de Luxembourg | 2                    |
| Province de Limbourg | 6                    | dont Province du Brabant wallon   | 0                       | Province de Namur      | 3                    |
| Rappel: En Belgique, le principe d'une frontière linguistique est créé par la Loi du 21 juillet 1921, mais elle n'est définitivement fixée que par les Lois du 8 novembre 1962. Cette « frontière » voit ses effets principaux se marquer à partir de 1963 avec, par exemple, les passages de Mouscron en Hainaut ou de Fourons au Limbourg. La Belgique ne devient un État fédéralisé qu'à partir de 1970 lorsqu'est appliquée la première réforme constitutionnelle. À ce moment, l'ajout de l'« Article 59bis » crée les « Communautés » alors que le plus délicat, car longtemps et âprement débattu, « Article 107quater » établit les « Régions ». La Région de Bruxelles-Capitale ne voit le jour qu'en 1989. La scission de la Province de Brabant en deux (flamand et wallon) n'intervient officiellement qu'au 1er janvier 1995. |                      |                                   |                         |                        |                      |

## Débuts en séries nationales (et donc en Division 3)
Sept clubs effectuèrent leurs débuts en séries nationales.
- FC Nijlen, Wezel Sport (33e et 34e clubs de la Province d'Anvers) - 23e Anversois en D3 ;
- R. Union Halloise (30e club de la Province de Brabant) - 19e Brabançon en D3 ;
- SK Geraardsbergen (15e club de la Province de Flandre orientale) - 12e Flandrien oriental en D3 ;
- R. AA Louviéroise (17e club de la Province de Hainaut) - 17e Hennuyer en D3 ;
- Juprelle Union (24e club de la Province de Liège) - 22e Liégeois en D3 ;
- CS Vielsalm (6e club de la Province de Luxembourg) - 6e Luxembourgeois en D3 ;

## Débuts en Division 3
Le club suivant a déjà joué en séries nationales précédemment:
- R. Racing CB (relégué) 19e Brabançon en D3 (ex aequo avec U. Halloise, voir ci-dessus) ;

## Montée vers le…/ Relégation du2eniveau
Les quatre champions, à savoir l'Excelsior FC Hasselt, le R. Racing CB, l'AS Oostende KM et Wezel Sport, sont promus en Division 1 (D2) où ils remplacent les relégués, le FC Duffel, le R. RC de Gand, le Racing FC Montegnée et le K. VG Oostende.

## Relégations vers le niveau inférieur
Les trois derniers classés de chaque série sont relégués en séries régionales. Les douze relégués, triés par Province, furent:
| Clubs                                                                |   | Provinces                       |
| -------------------------------------------------------------------- | - | ------------------------------- |
| K. RC Borgerhout, RC Deurne                                          | ⇒ | Province d'Anvers               |
| Hooger Op Leuven                                                     | ⇒ | Province de Brabant             |
|                                                                      | ⇒ | Province de Flandre-Occidentale |
| Temsche SK, SK Geraardsbergen, RC Wetteren                           | ⇒ | Province de Flandre-Orientale   |
| US Gilly                                                             | ⇒ | Province de Hainaut             |
| Juprelle Union, St-Nicolas Liège, AS Herstalienne, Club Amay Sportif | ⇒ | Province de Liège               |
|                                                                      | ⇒ | Province de Limbourg            |
| CS Vielsalm                                                          | ⇒ | Province de Luxembourg          |
|                                                                      | ⇒ | Province de Namur               |

## Montée depuis le niveau inférieur
En fin de saison, douze clubs sont promus depuis les séries inférieures. Les Provinces d'Anvers, de Hainaut et de Liège bénéficient d'un second montant en raison de leur plus grand nombre de clubs affiliés.
| Provinces                       | Montant                           |
| ------------------------------- | --------------------------------- |
| Province d'Anvers               | VV Edegem Sport, VV OG Vorselaar  |
| Province de Brabant             | R. US Laeken, R. CS Hallois       |
| Province de Flandre-Occidentale | Stade Mouscronnois                |
| Province de Flandre-Orientale   | RC Lokeren                        |
| Province de Hainaut             | R. Gosselies Sports               |
| Province de Liège               | SRU Verviers, La Jeunesse d'Eupen |
| Province de Limbourg            | VV Looi Sport Tessenderlo         |
| Province de Luxembourg          | FC JS Athusienne                  |
| Province de Namur               | R. Wallonia Association Namur     |